# Graphipterini
Los grafipterinos (Graphipterini) son una tribu de coleópteros adéfagos perteneciente a la familia Carabidae. 

## Géneros
Tiene los siguientes géneros:
- Graphipterus
- Piezia
- Trichopiezia